# Storbritanniens Grand Prix 1997
Storbritanniens Grand Prix 1997 var det nionde av 17 lopp ingående i formel 1-VM 1997.

## Resultat
1. Jacques Villeneuve, Williams-Renault, 10 poäng
2. Jean Alesi, Benetton-Renault, 6
3. Alexander Wurz, Benetton-Renault, 4
4. David Coulthard, McLaren-Mercedes, 3
5. Ralf Schumacher, Jordan-Peugeot, 2
6. Damon Hill, Arrows-Yamaha, 1
7. Giancarlo Fisichella, Jordan-Peugeot
8. Jarno Trulli, Prost-Mugen Honda
9. Norberto Fontana, Sauber-Petronas
10. Tarso Marques, Minardi-Hart
11. Shinji Nakano, Prost-Mugen Honda (varv 57, motor)

### Förare som bröt loppet
- Mika Häkkinen, McLaren-Mercedes (varv 52, motor)
- Jan Magnussen, Stewart-Ford (50, motor)
- Jos Verstappen, Tyrrell-Ford (45, motor)
- Eddie Irvine, Ferrari (44, bakaxel)
- Mika Salo, Tyrrell-Ford (44, motor)
- Johnny Herbert, Sauber-Petronas (42, elsystem)
- Michael Schumacher, Ferrari (38, hjullager)
- Rubens Barrichello, Stewart-Ford (37, motor)
- Pedro Diniz, Arrows-Yamaha (29, motor)
- Heinz-Harald Frentzen, Williams-Renault (0, kollision)
- Ukyo Katayama, Minardi-Hart (0, snurrade av)